# Abierto Mexicano de Tenis 2005 - Qualificazioni singolare maschile
Le qualificazioni del singolare maschile dell'Abierto Mexicano de Tenis 2005 sono state un torneo di tennis preliminare per accedere alla fase finale della manifestazione. I vincitori dell'ultimo turno sono entrati di diritto nel tabellone principale. In caso di ritiro di uno o più giocatori aventi diritto a questi sono subentrati i lucky loser, ossia i giocatori che hanno perso nell'ultimo turno ma che avevano una classifica più alta rispetto agli altri partecipanti che avevano comunque perso nel turno finale.
Le qualificazioni del torneo prevedevano 16 partecipanti di cui 4 sono entrati nel tabellone principale.

## Teste di serie
1. Rubén Ramírez Hidalgo (ultimo turno)
2. Edgardo Massa (Qualificato)
3. Marc López (ultimo turno)
4. Nicolás Lapentti (Qualificato)

1. Hugo Armando (ultimo turno)
2. Albert Portas (ultimo turno)
3. Juan Antonio Marín (primo turno)
4. Nicolas Devilder (Qualificato)

## Qualificati
1. Nicolas Devilder
2. Edgardo Massa

1. Juan Antonio Marín
2. Nicolás Lapentti

## Tabellone

### Legenda
| - Q = Qualificato - WC = Wild card - LL = Lucky loser | - ALT = Alternate - SE = Special Exempt - PR = Protected Ranking | - w/o = Walkover - r = Ritirato - d = Squalificato |

### Sezione 1
|  | Primo turno | Primo turno               | Primo turno               | Primo turno | Primo turno |  |  | Ultimo turno | Ultimo turno          | Ultimo turno          | Ultimo turno | Ultimo turno |  |
|  |             |                           |                           |             |             |  |  |              |                       |                       |              |              |  |
|  |             |                           |                           |             |             |  |  |              |                       |                       |              |              |  |
|  |             |                           |                           |             |             |  |  | 1            | Rubén Ramírez Hidalgo | Rubén Ramírez Hidalgo | 4            | 63           |  |
|  | 8           | Nicolas Devilder          | Nicolas Devilder          | 6           | 6           |  |  | 8            | Nicolas Devilder      | Nicolas Devilder      | 6            | 7            |  |
|  |             | Miguel-Angel Reyes-Varela | Miguel-Angel Reyes-Varela | 0           | 3           |  |  |              |                       |                       |              |              |  |

### Sezione 2
|  | Primo turno | Primo turno    | Primo turno    | Primo turno | Primo turno |  |  | Ultimo turno | Ultimo turno  | Ultimo turno | Ultimo turno | Ultimo turno |  |
|  |             |                |                |             |             |  |  |              |               |              |              |              |  |
|  | 2           | Edgardo Massa  | 4              | 7           | 6           |  |  |              |               |              |              |              |  |
|  |             | Gastón Etlis   | 6              | 68          | 2           |  |  | 2            | Edgardo Massa | 3            | 6            | 7            |  |
|  | 5           | Hugo Armando   | Hugo Armando   | 7           | 7           |  |  | 5            | Hugo Armando  | 6            | 2            | 6(1)         |  |
|  |             | Kevin Sorensen | Kevin Sorensen | 6           | 5           |  |  |              |               |              |              |              |  |

### Sezione 3
|  | Primo turno | Primo turno        | Primo turno        | Primo turno        | Primo turno |  |  | Ultimo turno | Ultimo turno       | Ultimo turno       | Ultimo turno | Ultimo turno |  |
|  |             |                    |                    |                    |             |  |  |              |                    |                    |              |              |  |
|  | 3           | Marc López         | Marc López         | 6                  | 6           |  |  |              |                    |                    |              |              |  |
|  |             | Rogier Wassen      | Rogier Wassen      | 1                  | 1           |  |  | 3            | Marc López         | Marc López         | 4            | 4            |  |
|  |             | Juan Antonio Marín | Juan Antonio Marín | Juan Antonio Marín | 6           |  |  |              | Juan Antonio Marín | Juan Antonio Marín | 6            | 6            |  |
|  | 7           | Oliver Marach      | Oliver Marach      | Oliver Marach      | 3r          |  |  |              |                    |                    |              |              |  |

### Sezione 4
|  | Primo turno | Primo turno       | Primo turno       | Primo turno | Primo turno |  |  | Ultimo turno | Ultimo turno     | Ultimo turno | Ultimo turno | Ultimo turno |  |
|  |             |                   |                   |             |             |  |  |              |                  |              |              |              |  |
|  | 4           | Nicolás Lapentti  | Nicolás Lapentti  | 6           | 6           |  |  |              |                  |              |              |              |  |
|  |             | Bruno Echagaray   | Bruno Echagaray   | 1           | 1           |  |  | 4            | Nicolás Lapentti | 64           | 6            | 6            |  |
|  | 6           | Albert Portas     | Albert Portas     | 6           | 6           |  |  | 6            | Albert Portas    | 7            | 4            | 3            |  |
|  |             | Santiago González | Santiago González | 2           | 3           |  |  |              |                  |              |              |              |  |